# 당신의 일상을 밝히는 가
당신의 일상을 밝히는 가는 SBS FiL과 SBS M, 라이프타임이 공동으로 제작하는 예능 프로그램으로, 생활정보나 교양의 성격이 강한 예능 프로그램이다.

## 기획 의도
트렌드 하나도 놓치고 싶지 않은 당신! 넘쳐나는 정보 속에 진짜 핫트렌드를 찾기는 어렵다? 그래서 준비한 초밀착 콘텍트 트렌드! <당신의 일상을 밝히는가> 쉽고 편리하게 접할 수 있는 헬시풀 트렌드부터, 삶의 품격이 달라지는 살림 비법, 요리 초보도 셰프로 탄생시키는 초간단 요리법 발굴까지~ 당신의 일상을 보다 품격있게 바꾸는 올라운드 플레이어로 돌아온 라이프 스타일링쇼! <당신의 일상을 밝히는가>

## 방송 시간
- SBS F!L, 라이프타임 : 매주 수요일 오전 10시 00분
- SBS M : 매주 수요일 오전 11시 00분

## 출연진
- 한영
- 김승현
- 정다경
- 김선근